# Spinnerei Teesdorf

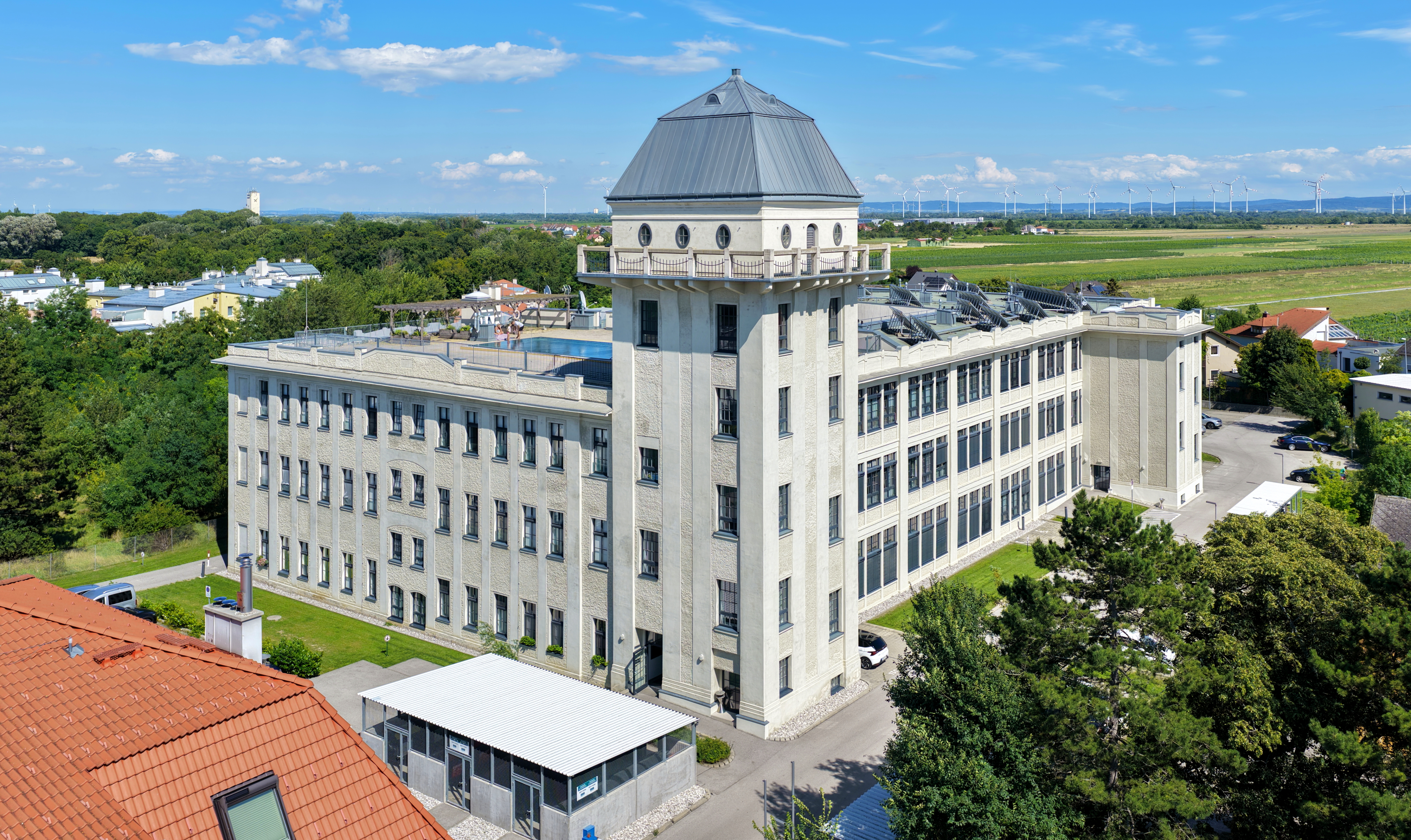
Hauptgebäude der ehemaligen Baumwollspinnerei

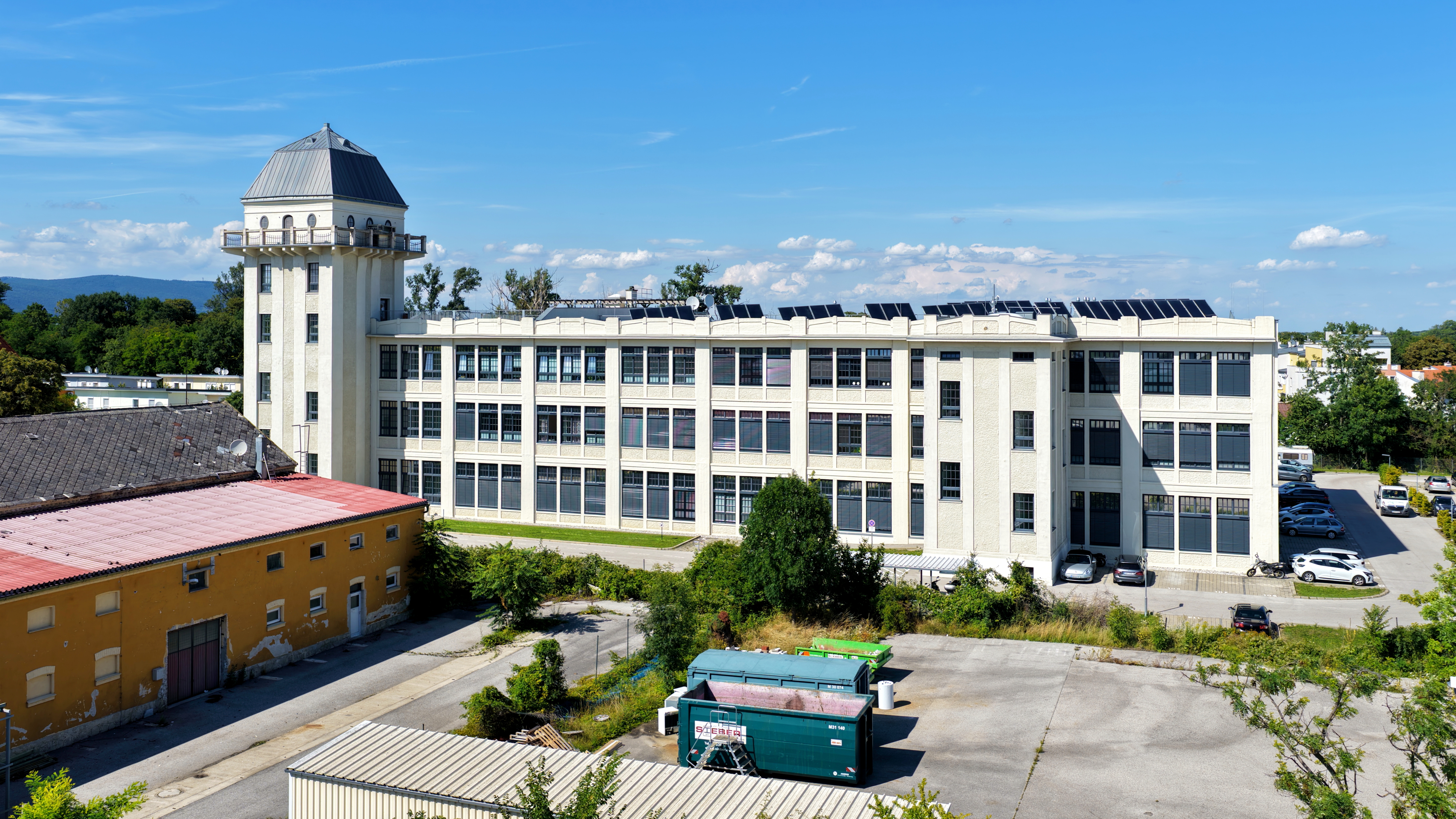
Südansicht der ehemaligen Spinnerei

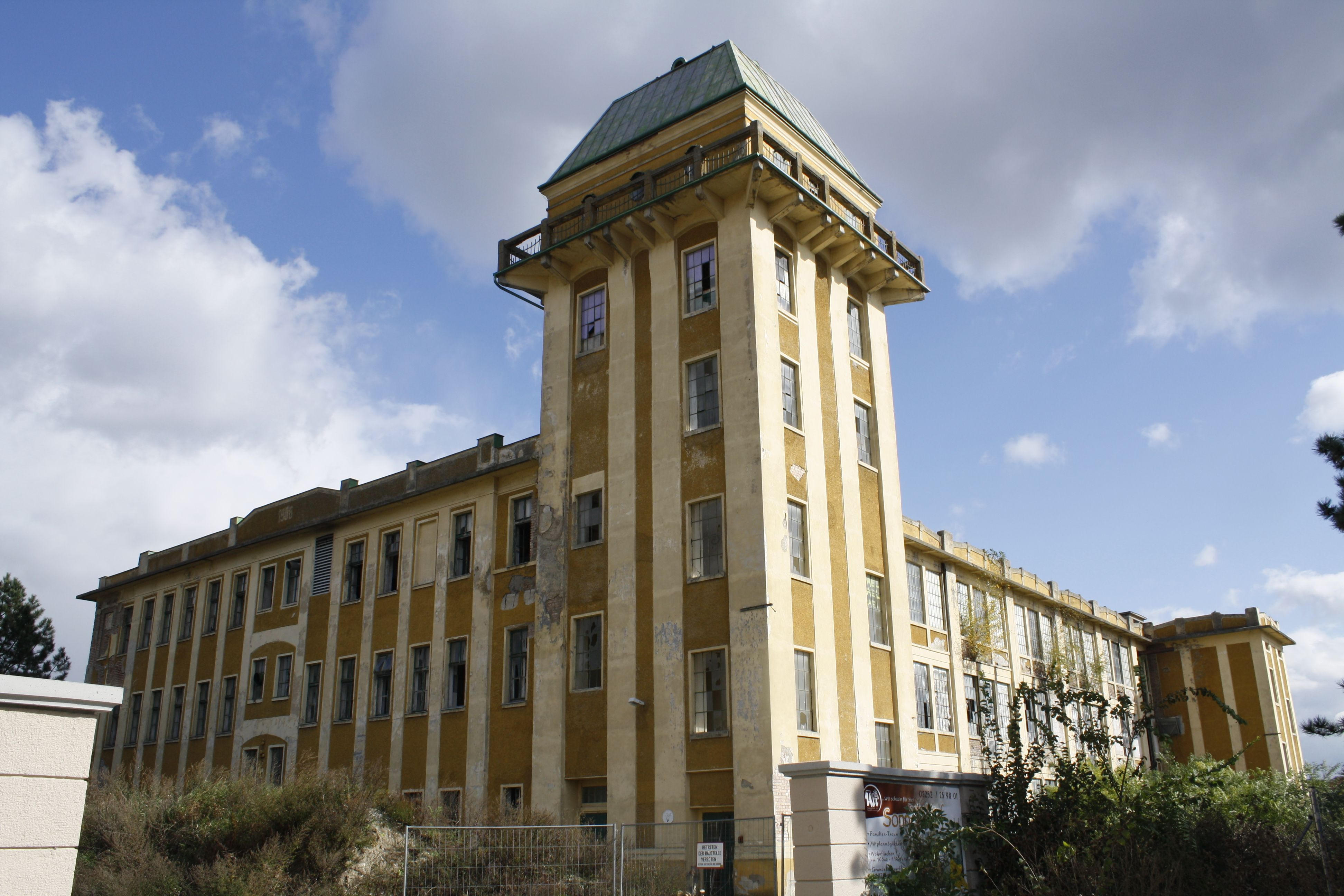
Zustand vor der Renovierung (2009)

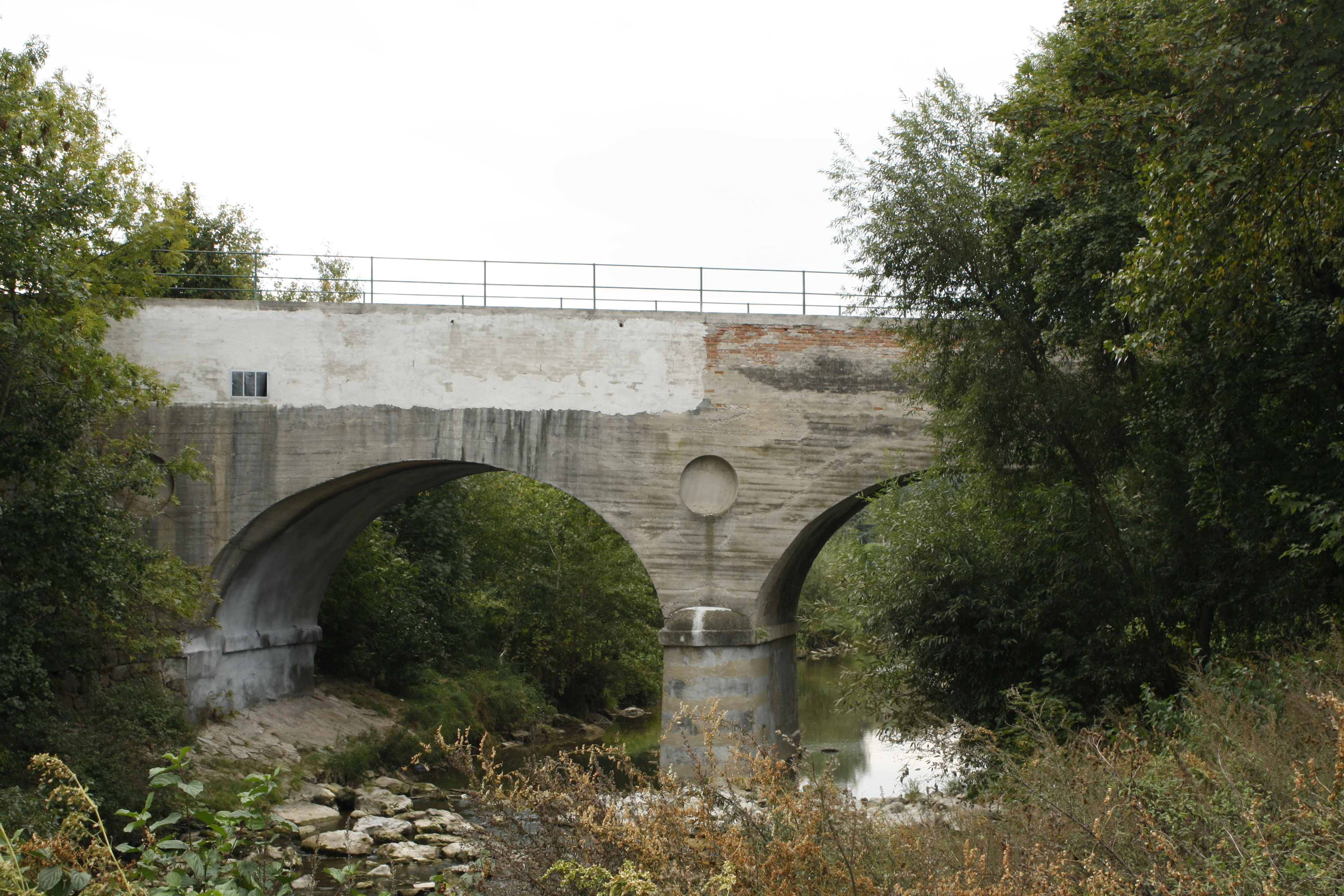
Die drei Schwibbögen

Die ehemalige Baumwollspinnerei Teesdorf am östlichen Ortsausgang von Teesdorf in Niederösterreich war eine der ältesten Spinnereien in Europa.

## Geschichte
Die k.k. privilegierte Baumwollspinnerei wurde im Jahr 1803 durch den Wiener Großhändler Johann Baptist Freiherr von Puthon erbaut. Unter seinem Sohn Karl Freiherr von Puthon war die Fabrik mit 18.682 Spindeln eine der ersten und größten Maschinenspinnereien in Niederösterreich. Von Puthon wurde im Jahr 1813 auch eine Volksschule errichtet, die als Sonntagsschule geführt wurde, da die Kinder ab dem 12. Lebensjahr in der Fabrik arbeiten mussten.
Im Jahr 1841 waren in der Textilfabrik 587 Mitarbeiter beschäftigt.
Im Jahr 1856 wurde von den Fabrikarbeitern der Konsumverein der Arbeiter der Spinnfabrik gegründet. Dieser Verein kann als Ursprung von Konsum Österreich bezeichnet werden.
Im Jahr 1906 wurden auf Grund der immer schlechter werdenden Arbeitsverhältnisse Streiks durchgeführt, die schließlich zum Konkurs des Unternehmens führten. Eine Aktiengesellschaft unter der Leitung des Vaters von Hermann Broch übernahm das Unternehmen. Im Jahr 1909 übernahm sie der spätere Schriftsteller und verkaufte sie 1927 gegen den väterlichen Widerstand. Unmittelbar nach dem Anschluss erwarb die Vorarlberger Firma Hämmerle das Unternehmen, das dadurch auch eine Fabrikation in Ostösterreich besaß. Später erwarb Huber Tricot Anteile, die sie 1991 an die Linz Textil AG verkaufte.
Dieser letzte Eigentümer des Unternehmens schloss 1993 die Spinnerei, die Grundstücke wurden großteils an Wohnbaugenossenschaften verkauft. Teile der Gebäude, wie das ehemalige E-Werk, wurden abgebrochen.
Von 2013 bis 2016 wurde das Gebäude umfassend renoviert und zu einer Wohnhausanlage mit 69 Wohnungen umgestaltet. Im Inneren wurde ein Teil des Gebäudes abgerissen, sodass ein neuer Licht- und Innenhof geschaffen werden konnte. Durch den Umbau konnte die Nutzfläche von 2.500 m² auf 4.651 m² fast verdoppelt werden.

## Architektur
Der Altbau der Spinnerei wie auch die Arbeiterwohnhäuser stammen aus der ersten Hälfte des 19. Jahrhunderts. Das ehemalige Herrenhaus, ein 15-achsiger dreigeschoßiger Bau wurde ursprünglich von den Arbeiterwohnhäusern ehrenhofartig flankiert. Für die Wasserräder wurde ein Mühlbach aus dem zwei Kilometer entfernten Günselsdorf aus der Triesting abgeleitet. In den Jahren 1840 bis 1842 wurde der Werkskanal mit einer gemauerten Bogenbrücke Die drei Schwibbögen erneuert, welche über die Triesting führt, und im Jahre 1962 grob renoviert wurde. Der Neubau der Spinnerei mit Plattenbalkendecken auf achteckigen Stützen als Stahlbetonskelettbau mit einem hohen Wasserturm aus den Jahren 1908 bis 1910 wurde nach den Plänen des Industriearchitekten Bruno Bauer errichtet.